# جورج واربورتون
جورج واربورتون (بالإنجليزية: George Warburton)‏ (12 ديسمبر 1915 في هولندا - 26 أكتوبر 1996) هو لاعب كرة قدم بريطاني (وحمل سابقاً جنسية المملكة المتحدة لبريطانيا العظمى وأيرلندا) في مركز الهجوم. لعب مع أستون فيلا وبريستون نورث إيند ونادي تشستر سيتي وكندل تاون ‏ وLancaster City F.C. ‏ ونادي موركامب.